# WEVC
Koordinaten: 44° 27′ 32″ N, 71° 10′ 16″ W
| Rufzeichen             | WECV         |
| ---------------------- | ------------ |
| Slogan                 |              |
| UKW-Frequenz           | 107,1 MHz    |
| Leistung/Lizenz-Klasse |              |
| Sendestandort          | Gorham       |
| Sendestart             | 1995         |
| Eigentümer             | NHPR Network |

WEVC ist eine Station des NHPR und sendet seit Mai 1995  aus Gorham, New Hampshire, auf UKW 107,1 MHz.